# Pellet de madeira

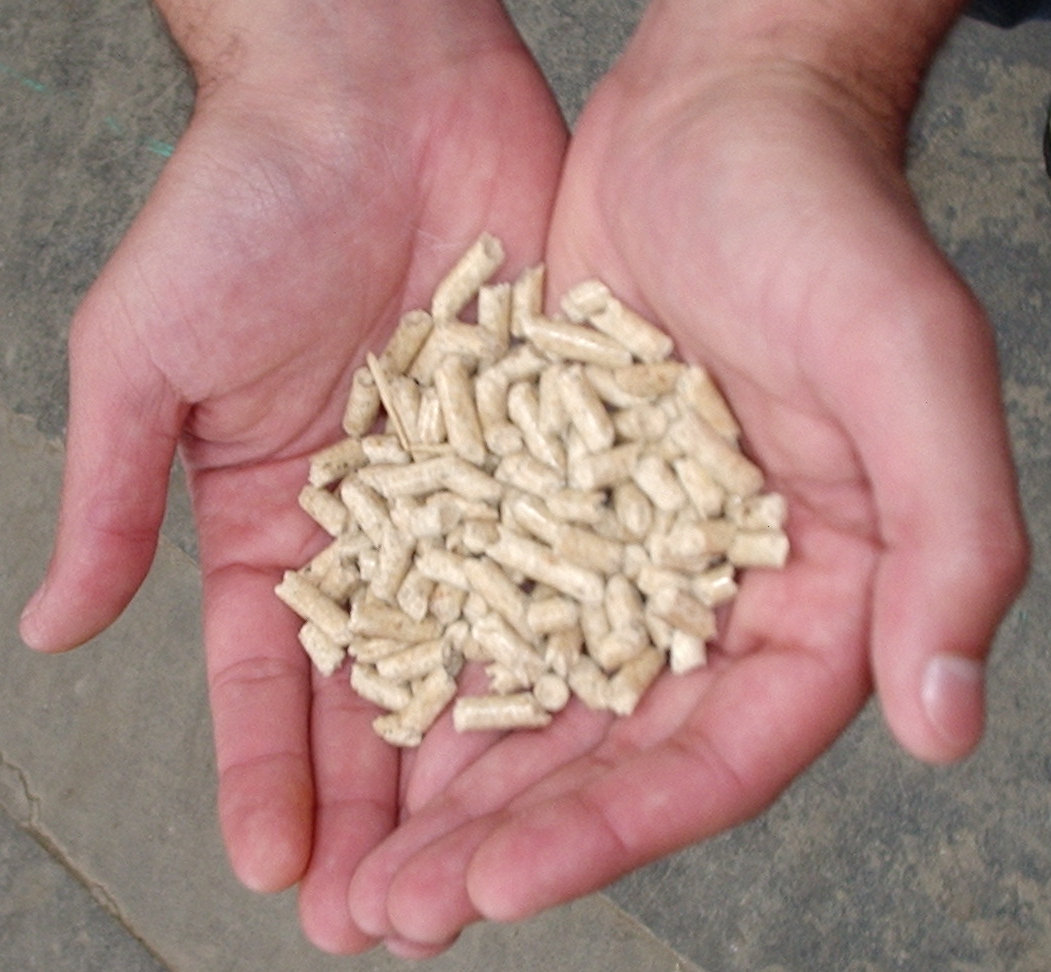
Exemplo de pellets de madeira.

Pellet de madeira é um biocombustívei sólidos que tem como matéria-prima resíduos de biomassa vegetal, como a serragem ou maravalha de madeira, bagaço de cana-de-açúcar, entre outros.
Os pellets têm geometria regular, no formato de pequenos cilindros. Possuem entre 6 e 8 milímetros de diâmetro e comprimento entre 10 a 40 milímetros. Eles são compactados com baixo teor de umidade (TU <10%), permitindo elevada densidade energética e eficiência. A geometria regular permite ótima fluidez, facilitando a automatização de processos comerciais e industriais de queima do produto.É uma fonte de energia renovável e de fácil  manuseio, que  ocupa  pouco  espaço  na hora da armazenagem.
Os pellets se transformaram em um importante recurso energético. Por ser um combustível menos poluente que os derivados do petróleo, os pellets são utilizados por países que necessitam diminuir suas emissões poluentes para atender aos acordos firmados no Protocolo de Quioto e ratificados na Conferência do Clima (COP21), que ocorreu na França, em dezembro de 2015.

## Vantagens
- Combustível limpo: o pellet é considerado um combustível limpo, isso porque durante sua combustão, em caldeiras e fornalhas, tem baixa emissão de gases do efeito estufa como o gás carbônico, monóxido de carbono.
- Combustão eficiente: devido à baixa umidade do pellet, a sua combustão é mais eficiente, sua chama é estável e queima por mais tempo que outros combustíveis.
- Elevado poder calorífico: o pellet, por ser um resíduo compactado e denso, possui um poder calorífico mais elevado que a lenha, por exemplo.
- Podem ser produzidos não apenas com maravalhas de madeira, mas também com outros resíduos agrícolas e madeireiros, tais como resíduos da poda de maçã ou os ramos secos da Araucária angustifolia, que também possui um elevado poder calorífico.[4]
- Reciclagem: para a produção de pellets de madeira não é necessário que árvores sejam cortadas, pois eles podem ser feitos a partir de restos de madeira de serrarias e pedaços de madeira que normalmente são descartados, como: cascas, refilos, costaneiras, lascas etc.
- Energia renovável: assim como outros tipos de biomassa, o pellet também é um recurso renovável e podemos encontrá-la durante todo o ano.
- Armazenagem: cerca de uma tonelada de pellet são equivalentes a uma tonelada e meia de madeira, o que significa que o local para armazenagem pode ser reduzido. Além disso, o uso desses biocombustíveis é muito mais higiênico, pois mantêm o ambiente limpo, sem folhas e insetos.

## Teor de Cinzas dos pellets
Os teores de cinzas dos pellets são uns dos principais fatores analisados para verificar a qualidade desses biocombustíveis sólidos, porque influenciam diretamente na combustão, causam baixa eficiência do queimador, incrustações, corrosões e, consequentemente, aumentam as despesas com manutenção do equipamento. Os pellets de Pinus têm teor de cinzas de 0,5% (médio).